# آرزانو-فینیستر
آرزانو-فینیستر (به فرانسوی: Arzano) یک کمون در فرانسه است که در فینیستر واقع شده‌است.

## خصوصیات
آرزانو-فینیستر ۳۴٫۰۴ کیلومترمربع مساحت و ۱٬۴۰۲ نفر جمعیت دارد.

## خواهرخوانده
شهر آرتسانو خواهرخواندهٔ آرزانو-فینیستر هست.